# Les Instruments de musique (Braque)
Les Instruments de musique est un tableau peint par Georges Braque en 1908. Il est conservé au musée national d'Art moderne de Paris,.

## Contexte
Braque attachait une énorme importance à cette toile qu'il considérait comme sa première œuvre vraiment cubiste, « dans laquelle un nouvel espace tactile et visuel fut créé sans user de la perspective illusionniste. » Alors que la critique a toujours considéré Maisons à l'Estaque comme sa première toile cubiste, celle avec laquelle Braque a « porté le cubisme sur les fonds baptimaux », suivant ainsi Henri Matisse qui qualifiait les maisons de « petits cubes », l'artiste privilégie la nature morte aux dépens des paysages qu'il va progressivement délaisser à partir de 1909
Si l'on considère que ce ne sont pas les paysages, mais la nature morte qui fera la fortune du cubisme, alors on comprend mieux l'attitude du peintre à propos de la toile Les Instruments de musique, attitude qui a été développée dans le catalogue de l'exposition de 1988  Braque au Musée Solomon R. Guggenheim. La nature morte peut être réalisée en atelier, même s'il faut quand même un modèle. Le peintre peut composer son motif, déplacer les objets en fonction de ses objectifs, travailler simultanément les volumes dans l'espace, la lumière, sélectionner les éléments. À  la fin de l'année suivante, il va "congédier" les volumes avec Le Pyrogène et le quotidien Gil Blas, 1909, huile sur toile, 35 × 27 cm, Metropolitan Museum of Art.

## Description
La toile représente des instruments généralement utilisés par les rapins de Montmartre lorsqu'ils font la fête, ou pour accompagner les musiques de cirque. Des instruments dits « populaires » comme le bandonéon ou la clarinette voisinent avec une mandoline qui est peut-être un luth à cause de sa crosse tournée à angle brutal. Le bandonéon est un instrument cubiste par excellence : sa structure, un soufflet, permet de montrer plusieurs angles à la fois. Malgré sa réserve toute nordique, Braque ne répugnait pas à faire la fête, il jouait lui-même de plusieurs instruments de musique, participait aux fêtes, notamment à celle, mémorable, donnée en hommage au Douanier Rousseau.

## Expositions
- Le Cubisme, Centre national d'art et de culture Georges-Pompidou, Paris, 2018-2019.